# Blake Gibbons
Blake James Gibbons (ur. 21 czerwca 1961 w Bakersfield) – amerykański aktor telewizyjny i filmowy, najbardziej znany jako Mitchell Coleman z opery mydlanej ABC Szpital miejski.

## Życiorys
Urodził się i dorastał w Bakersfield w hrabstwie Kern w Kalifornii.
Debiutował na szklanym ekranie w 1984 w jednym z odcinków serialu Napisała: Morderstwo (Murder, She Wrote). W 1994 wystąpił na scenie Downtown Playhouse w Los Angeles jako Edgar w spektaklu Home Fires Burning, The Dinky Dau Trilogy. W serialu Kroniki Seinfelda (Seinfeld, 1997) wystąpił jako Lyle. W latach 2002–2013 grał Mitchella Colemana w operze mydlanej ABC Szpital miejski. W operze mydlanej CBS Żar młodości (2012) pojawił się jako Eddie G.

## Filmografia

### Filmy fabularne
- 1988: Zabójczy pościg (Lethal Pursuit) jako Craig
- 1989: Bulwar Hollywood 2 (Hollywood Boulevard II) jako Murray
- 1989: Księżycowy morderca (Moonstalker) jako Bernie
- 1991: Pożar. Uwięzieni na 37 piętrze (Fire! Trapped on the 37th Floor) jako ochroniarz
- 1998: Pociąg skazańców (Evasive Action) jako Ralph Kantor
- 1998: Gorzej być nie może (Very Bad Things) jako Suit
- 2004: Legenda Butcha i Sundance'a (The Legend of Butch & Sundance) jako Durango
- 2006: Bunt maszyn (A.I. Assault) jako Rork
- 2006: Miłości wieczna radość (Love’s Abiding Joy) jako Joe Paxson

### Seriale TV
- 1990: Elvis jako Bill Black
- 1990: Napisała: Morderstwo (Murder, She Wrote) jako Garth
- 1992: Słoneczny patrol (Baywatch) jako Riley Ferguson
- 1993: Doktor Quinn (Dr. Quinn, Medicine Woman) jako Drew
- 1993: Napisała: Morderstwo (Murder, She Wrote) jako szeryf Clyde Benson
- 1994: Słoneczny patrol (Baywatch) jako Riley Ferguson
- 1995: Słoneczny patrol (Baywatch) jako Riley Ferguson
- 1997: Kroniki Seinfelda (Seinfeld) jako Lyle
- 1999: Kameleon (The Pretender) jako kapitan Robert Saunders
- 2000: Niebieski Pacyfik (Pacific Blue) jako Chuck
- 2001: Czarodziejki (Charmed) jako Gil
- 2001: Kate Brasher jako Tommy
- 2002: Szpital miejski (General Hospital) jako Mitchell Coleman
- 2006: CSI: Kryminalne zagadki Miami (CSI: Miami) jako Rick Miller
- 2006: Życie na fali (The O.C.) jako Ron
- 2007: Las Vegas jako Johnny Hale
- 2008: Dexter jako Clemson Galt
- 2009: Mentalista (The Mentalist) jako Keith Gulbrand
- 2010: Współczesna rodzina (Modern Family) jako konstruktor
- 2010: Castle jako Billy Grimm
- 2010: Chase jako Terry
- 2011: CSI: Kryminalne zagadki Las Vegas jako Doyle Mars
- 2011: Agenci NCIS: Los Angeles jako Fallon
- 2012: CSI: Kryminalne zagadki Nowego Jorku jako Darren Gorland
- 2012: Żar młodości (The Young and The Restless) jako Eddie G.
- 2013: Zabójcze umysły (Criminal Minds) jako Adam Dawson